# Labradoodle
El labradoodle es una raza canina híbrida de origen australiano. Su principal característica es que es un tipo de perro hipoalergénico, y está especialmente adaptado para convivir con niños y familias debido a su excelente temperamento, son Atléticos, con un cuerpo compacto son alegres y llenos de energía cuando están libres, pero suaves y silenciosos cuando se manipulan. Generalmente viven de 10 a 14 años si se encuentran en buena salud. fue creado a partir del cruce de razas entre el labrador retriever y el caniche estándar . El término apareció por primera vez en 1955, pero no se popularizó hasta 1988, cuando este tipo de perro mestizo comenzó a ser usado como perro guía, además de ser un perro hipoalergénico. En la actualidad, estos perros no son considerados como una raza en sí misma por ninguna organización de criadores. No todos los labradoodles son hipoalergénicos, pero es una cualidad que muchos buscan y aprecian en este tipo de perro.

## Historia
El primer uso del término conocido fue dado por Donald Malcom Campbell para describir a su perro, mezcla de labrador retriever y caniche, en el año 1955, en su libro "Into the Water Barrier". Sin embargo, el labradoodle fue más conocido a partir del año 1988, cuando el criador australiano Wally Conron cruzó el labrador retriever y el poodle estándar en su asociación Guide Dogs Victoria (Perros Guía de Victoria).
El objetivo de Conron era combinar la capa de bajo desprendimiento del caniche con la delicadeza y la capacidad de entrenamiento del labrador, y para proporcionar un perro guía adecuado para personas con alergias a la piel y pelo de los perros. Los labradoodles son ampliamente usados en todo el mundo como perro guía, así como perro de asistencia y de terapia.

## Apariencia y temperamento
Debido a que es un mestizo y no una raza, los cachorros no tienen unas características constantes predecibles. Aunque la mayoría tienen algunos rasgos comunes, su apariencia y características de comportamiento son, en cierta medida, impredecibles. Como tal, el pelo puede variar de áspero a suave, y puede ser liso o rizado.
Como la mayoría de labradores y caniches son generalmente amables, enérgicos, aptos para convivir con familias y niños (aunque, como con cualquier perro, el temperamento puede variar entre los individuos). A menudo muestran afinidad por el agua y la fuerte capacidad de nadar de las razas de sus padres.
Las razas progenitoras se encuentran entre las razas caninas más inteligentes del mundo.

## Tipos

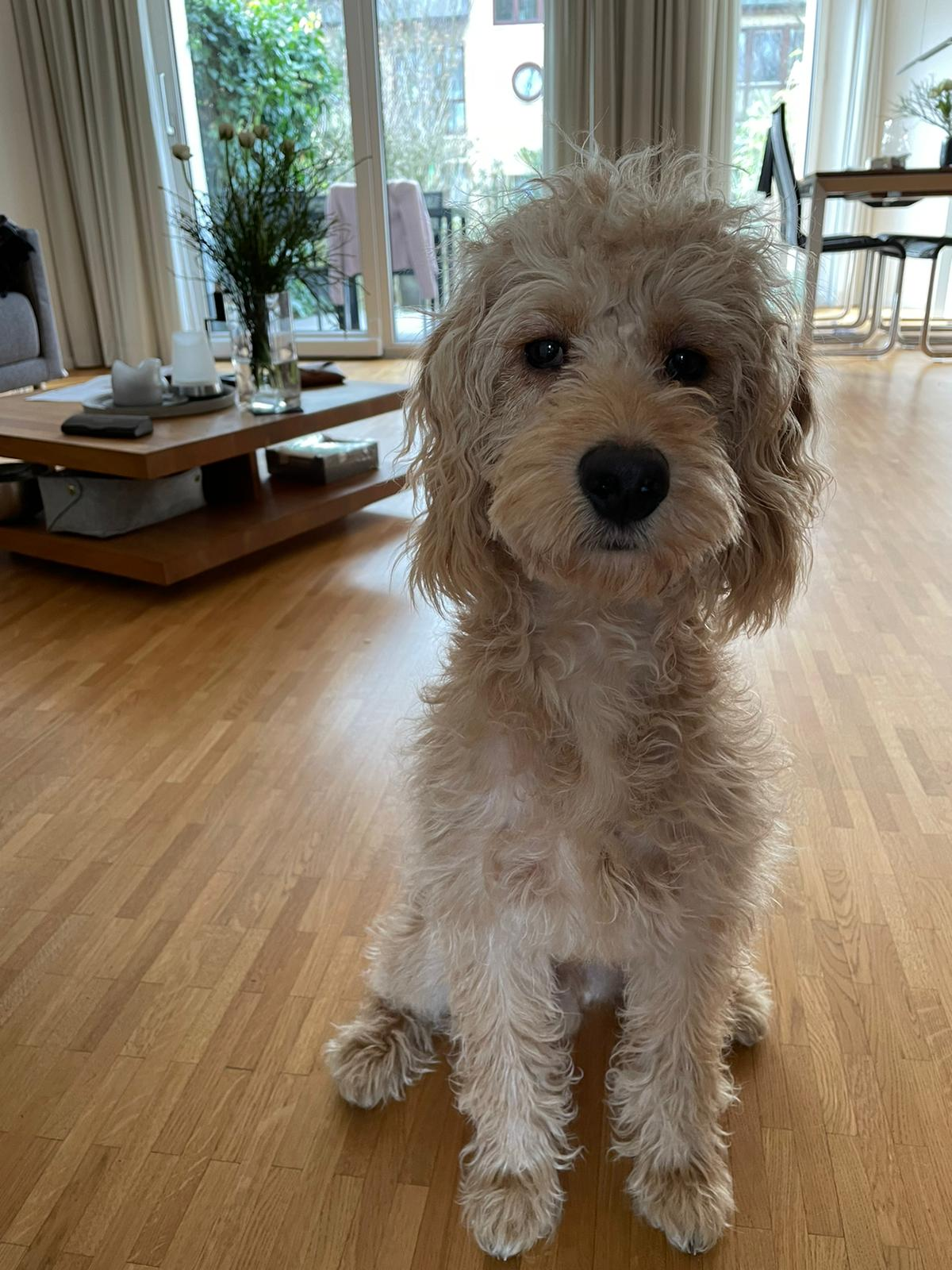
Minilabradoodle joven

No hay consenso en cuanto a si los criadores deben aspirar a conseguir que sean reconocidos como raza. Algunos criadores prefieren restringir la cría a perros de primera generación (es decir, aquellos perros generados entre un labrador retriever y un caniche en lugar de a partir de dos labradoodles) para maximizar la diversidad genética, y evitar los problemas de salud heredados que afectan a algunas razas de perros.
Otros están criando a los labradoodles en generaciones sucesivas (es decir, entre dos perros labradoodle) y tratando de establecer una nueva raza. Estos perros son llamados, generalmente, labradoodles multigeneracionales o australianos. Los labradoodles australianos difieren de la primera generación, ya que también pueden tener otras razas en su ascendencia. Los cruces ingleses y americanos entre cocker spaniel y poodle (llamados cockapoos), dos perro de agua irlandés y terrier irlandés se usaron en algunas líneas australianas. El retriever de pelo rizado también se usó, pero esta línea no funcionó y ya no se aprovecha.

## Salud
Pueden sufrir los problemas de salud comunes de sus razas progenitoras. Los caniches y labradores pueden sufrir displasia de cadera, y se les debe hacer una radiografía especializada para detectar este tipo de problema antes de la reproducción. Las razas progenitoras también pueden sufrir una serie de trastornos oculares y, antes de la reproducción, debería realizarse un examen ocular en un veterinario cualificado.
Se sabe que pueden sufrir atrofia progresiva de retina (PRA), una enfermedad hereditaria que causa ceguera. 
Un estudio afirma que los labradoodles del Reino Unido tienen una incidencia más alta (4.6 %) de displasia retiniana multifocal (MRA) en comparación con el labrador retriever. Las cataratas también son un problema común, pero la prevalencia es comparable a la de los labradores.
No hay ninguna evidencia de la presencia de la enfermedad de Addison en el labradoodle australiano. La Asociación  Americana del Labradoodle Australiano está llevando a cabo un estudio para tratar de determinar el alcance del problema en el que se ha convertido esta enfermedad.